# Гай Херений (трибун 60 пр.н.е.)
Гай Херений (на латински: Gaius Herennius) е политик на Римската република през края на 1 век пр.н.е. Произлиза от фамилията Херении.
През 60 пр.н.е. той е народен трибун заедно с Луций Флавий.